# Green River, Wyoming
Green River este un oraș și sediul comitatului Sweetwater, situat în sud-vestul statului Wyoming din Statele Unite ale Americii. Situat pe fluviul Green River, după care a fost și denumit, orașul avea în anul 2004 11.807 de locuitori.